# Stazione meteorologica di Asti
La stazione meteorologica di Asti è la stazione meteorologica di riferimento relativa alla città di Asti.

## Coordinate geografiche
La stazione meteorologica si trova nell'Italia nord-occidentale, in Piemonte, nel comune di Asti, a 152 metri s.l.m. e alle coordinate geografiche 44°54′N 8°10′E.

## Dati climatologici
In base alla media trentennale di riferimento 1961-1990, la temperatura media del mese più freddo, gennaio, si attesta a +0,7 °C; quella del mese più caldo, luglio, è di +23,7 °C .
| Asti               | Mesi | Mesi | Mesi | Mesi | Mesi | Mesi | Mesi | Mesi | Mesi | Mesi | Mesi | Mesi | Stagioni | Stagioni | Stagioni | Stagioni | Anno |
| Asti               | Gen  | Feb  | Mar  | Apr  | Mag  | Giu  | Lug  | Ago  | Set  | Ott  | Nov  | Dic  | Inv      | Pri      | Est      | Aut      | Anno |
| ------------------ | ---- | ---- | ---- | ---- | ---- | ---- | ---- | ---- | ---- | ---- | ---- | ---- | -------- | -------- | -------- | -------- | ---- |
| T. max. media (°C) | 4,2  | 7,6  | 13,1 | 18,1 | 22,7 | 26,9 | 29,6 | 28,2 | 24,3 | 17,4 | 10,4 | 5,5  | 5,8      | 18,0     | 28,2     | 17,4     | 17,3 |
| T. min. media (°C) | −2,7 | −1,2 | 3,0  | 7,1  | 11,3 | 15,5 | 17,7 | 16,9 | 13,7 | 8,5  | 3,9  | −0,5 | −1,5     | 7,1      | 16,7     | 8,7      | 7,8  |